# Pelosia taurica
Pelosia taurica är en fjärilsart som beskrevs av Daniel 1939. Pelosia taurica ingår i släktet Pelosia och familjen björnspinnare. Inga underarter finns listade i Catalogue of Life.